# Изола (Сиракуза)
Изола је насеље у Италији у округу Сиракуза, региону Сицилија.
Према процени из 2011. у насељу је живело 303 становника. Насеље се налази на надморској висини од 29 м.